# Сіамоні Нородом
Його Величність Нородом Сіамоні (кхмер. នរោត្ដម សីហ មុនី; нар. 14 травня 1953, Пномпень, Камбоджа) — король Камбоджі, син короля Нородома Сіанука та королеви Монінеат. Колишній постійний представник Камбоджі у ЮНЕСКО.

## Титул
До коронації носив титул: «Сдеч Кром Хун» (ស្តេ ច ក្រុម ឃុន), який можна прирівняти до титулу великого князя. Його королівський титул звучить кхмерською як Preah Karuna Preah Bat Sâmdech Preah Bâromneath Norodom Sihamoni Nai Preah Reacheanachakr Kampuchea і у приблизному перекладі означає «Його величність, король Королівства Камбоджа Нородом Сіамоні». Ім'я «Сіамоні» складається з двох морфем — частин імен його матері та батька: Сіанук та Монінеат.

## Біографія
Сіамоні народився 1953 року. Його мати, Монінеат доводиться внучкою по матері принцу Нородому Дунгчаку та дочкою Жану-Франсуа Іззі, французько-італійському банкіру. Невідомо, чи була Чи вона офіційної конкубиною короля. За твердженням сайту «Royal Ark» Сіанук та Монінеат одружувалися двічі: 12 квітня 1952, і «більш формально» 5 березня 1955. Монінеат називають сьомою дружиною Сіанука . У короля Нородома є 12 братів та сестер по батькові. Його єдиний брат по матері — Самдеть Нородом Наріндарапонг (1954—2003).
Більшу частину життя прожив за межами Камбоджі. 1962-о Сіанук послав його до Праги, де той здобув початкову та середню освіту, навчався в Академії Музичних мистецтв, навчався класичних танців. Жив у Празі до 1975. Вільно володіє французькою та чеською мовами, добре говорить російською та по-англійською. Під час перевороту Лон Нола 1970 року Сіамоні залишився у Чехословаччині. 1975 року покинув Прагу та почав вивчати кіномистецтво у Північній Кореї, а 1977 року повернувся до Камбоджі. Незабаром уряд червоних кхмерів скинув монархію. Сіамоні було заарештовано та поміщено під домашній арешт, де він пробув до В'єтнамського вторгнення 1979 року. 1981 року Сіамоні переїхав до Франції, де займався балетом, а пізніше став президентом кхмерської асоціації танців. Сіамоні прожив у Франції близько 20 років, але при цьому часто відвідував Прагу.
1993, вже будучи принцом, був призначений послом Камбоджі у ЮНЕСКО. До цього він відмовився від посади посла Камбоджі у Франції.

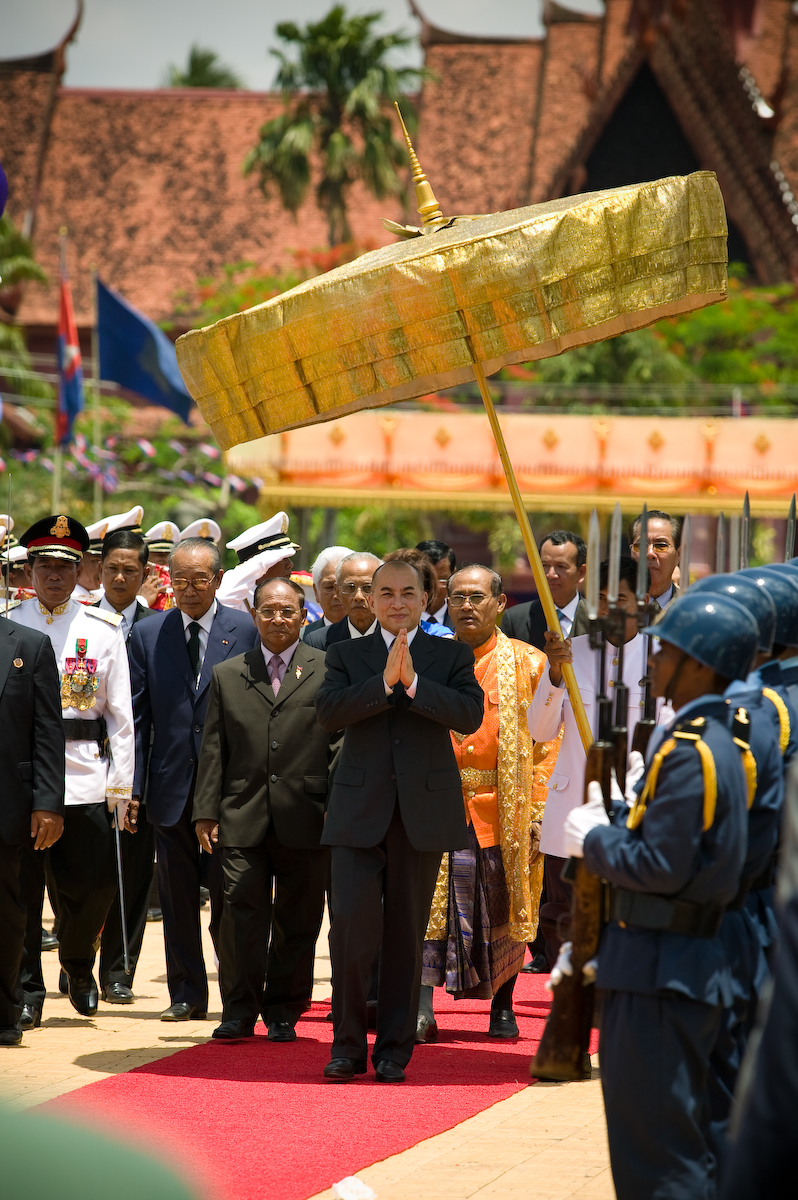
Нородом Сіамоні у Пномпені у травні 2008

14 жовтня 2004, через тиждень після несподіваного зречення короля Сіанука, спеціальна рада з дев'яти членів обрала Сіамоні королем Камбоджі. Обрання Сіамоні було закріплено підписами прем'єр-міністра Гун Сена та спікера Національної асамблеї, брата нового короля Нородома Ранаріта. Офіційно Нородом Сіамоні зійшов на трон у день коронації 29 жовтня.
12 грудня 2008 Сіамоні призначив двадцять шість членів королівської родини у двір радників. Головою ради було призначено його брата по батьку принца Нородома Ранаріта. Інші члени двору — принц Сісоват Сірірат, принцеса Нородом Марі (відсторонена дружина Нородома Ранаріта), принц Сісоват Томіко.
Сіамоні неодружений і не має прямого нащадка. Однак великою проблемою це не є, оскільки короля Камбоджі обирає спеціальна рада, навіть якщо у монарха є прямий спадкоємець.